# Helmut Käufer
Helmut Käufer (* 20. September 1924 in München; † 20. Mai 2014 in Mettmann) war ein deutscher Kunststofftechniker und Physiker. Er lehrte lange Jahre an der TU Berlin und baute dort seit 1973 das Kunststofftechnikum auf. Käufer befasste sich auch früh und intensiv mit Fragen des Recyclings von Kunststoffen und organisierte dazu Veranstaltungen.

## Leben und Werk
Helmut Käufer studierte technische Physik. Er promovierte im Jahr 1952 über die Physik der Hochpolymere an der TU München und arbeitete danach lange Zeit in der Industrie. Im Jahr 1973 wurde er an die Technische Universität Berlin berufen, wo er einen Lehrstuhl für Kunststofftechnik übernahm und das neue Kunststofftechnikum aufbaute. Käufer entwickelte mit seinen Mitarbeitern unter anderem eine neue Steuerung für Spritzgießmaschinen, die sich "selbsttätig auf das jeweilige Werkzeug einstellt". Weiter erkannte er, dass die Kombination von thermoplastischen und duroplastischen Kunststoffen in manchen Formteilen praktische Vorteile aufweist.
Käufer betreute insgesamt 200 Absolventen und etwa 60 Promotionen.

## Veröffentlichungen (Auswahl)
- als Mitverfasser: Kleben von Kunststoff mit Metall, Berlin ; Heidelberg ; New York ; London ; Paris ; Tokyo ; Hong Kong : Springer 1989, ISBN 3-540-19115-1.
- Kunststoffe als Werkstoff : die Werkstoffzustände der Kunststoffe und ihre Anwendung aufgrund ihrer besonderen Eigenschaften und Verarbeitung, Würzburg : Vogel  1974, ISBN 3-8023-0519-1.
- Highlights - unbekannt?. - Berlin : TU, Univ.-Bibliothek [Mehrteiliges Werk] (Übersicht über die Arbeiten Kaufmanns)
  - Band 1: Kunststoffe / Polymertechnik / Kunststofftechnikum, Technische Universität Berlin 2001, ISBN 3-7983-1874-3, Schriftenreihe Kunststoff-Forschung ; 54.
  - Band 2: Kunststoff-Entstehung  2004, ISBN 3-7983-1929-4, Schriftenreihe Kunststoff-Forschung ; 57.
  - Band 3: Kunststoff - Zukunft, TU Berlin 2006, ISBN 978-3-7983-2018-5, Schriftenreihe Kunststoff-Forschung ; 65.